# Cases Volart i Estany
Les Cases Volart i Estany són un conjunt arquitectònic situat a l'avinguda Diagonal, 482-488 i la Via Augusta, 1-3 de Barcelona.

## Història i descripció
El 1857, Ramon Campmany i Casimir Volart fundaren una societat a Barcelona per a fabricar mantellines, que es va presentar a l'Exposició Industrial del 1860 i a la Universal del 1888, on guanyaren una medalla de plata per les seves blondes i puntes. Posteriorment, Campmany deixà el negoci, continuant-lo en solitari Volart, que va morir el 7 de febrer del 1898, essent succeït pels seus fills Ramon, Joan i Dolors Volart i Costa sota la raó social Fills de Casimir Volart. Poc després, Joan morí i l'empresa quedà en mans del seu germà Ramon, associat amb el seu cunyat Isidre Valls. El 1913, Ramon Volart va demanar permís per a construir una fàbrica al carrer del Dos de Maig, 234, prop de la Sagrada Família.
Posteriorment, i coincidint amb el soterrament del Ferrocarril de Sarrià a Barcelona, ell i la seva família van adquirir uns terrenys a l'avinguda d'Alfons XIII (actualment Diagonal) i el carrer del Carril (actualment Via Augusta), on  entre 1927 i 1928 l'arquitecte Enric Sagnier projectà dos edificis en un estil monumentalista: un per al mateix Volart (núm. 482), i l'altre per a la seva filla Elvira Volart i Pich i el seu gendre Josep Maria Estany (núms. 484-486), ampliats posteriorment als dos extrems.
Hi destaca el cos del xamfrà, amb tribunes semicirculars (replicades a l'ampliació de la Diagonal), trec de l'àtic, on hi un balcó amb balustrada. Està coronat per una cúpula poligonal, amb coberta de pissarra i relleus ornamentals que remeten al barroc.

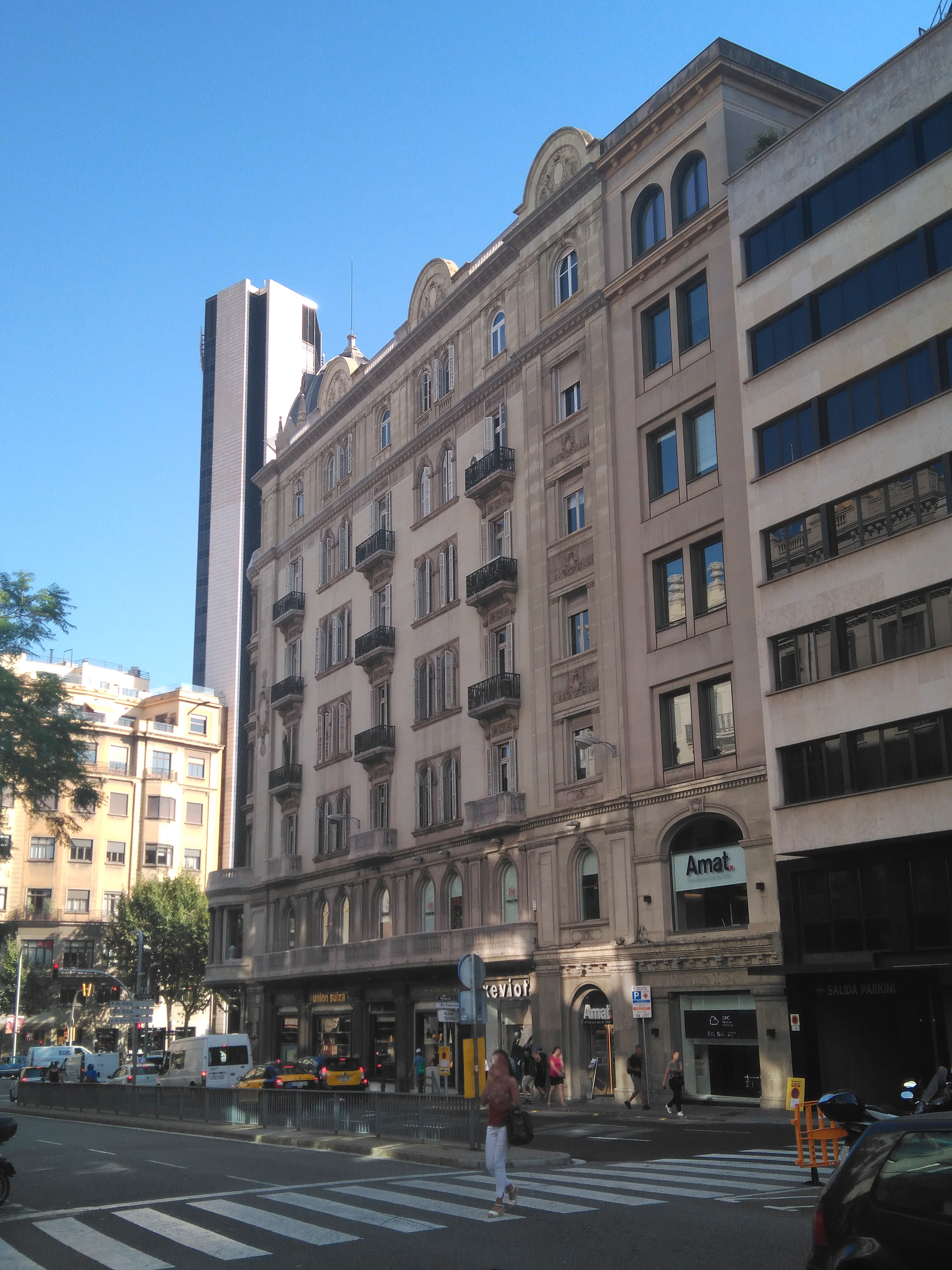
Façana de la Via Augusta